# 博希尼斯卡比斯特里察
博希尼斯卡比斯特里察（發音：[bɔˈxiːnska ˈbiːstɾitsa]），是斯洛維尼亞西北部博希尼市鎮最大的聚居地和行政中心，位於上卡尼奧拉地區。

## 交通
博希尼斯卡比斯特里察車站是博希尼鐵路的一個站點，該鐵路連接耶塞尼采與的里雅斯德，途經6,327公尺（20,758英尺）長的博希尼隧道。

## 外部連結
- Bohinjska Bistrica at Geopedia （页面存档备份，存于）